# Kryštofovo Údolí
Kryštofovo Údolí (německy Christofsgrund; dříve Údol svatého Kryštofa) je obec v okrese Liberec v Libereckém kraji. Leží asi 8 km západně od Liberce na silnici z Chrastavy do Osečné v hlubokém údolí Údolského potoka (Rokytky) v Ještědsko-kozákovském hřbetu. Součástí obce je i ves Novina. Obec má převážně rekreační charakter. Žije zde 417 obyvatel. Od 1. ledna 2005 je její větší část prohlášena vesnickou památkovou zónou.

## Historie
Kryštofovo Údolí bylo patrně založeno uhlíři někdy v 16. století. Současná obec je tvořena trojicí původních vsí, zakládaných během postupu osadníků podél toku Rokytky na levé straně údolí Nisy. Tak vznikla postupně Rokytnice (Eckersbach), pak Bezové údolí (Holundergrund, pozdější Kryštofovo údolí) a nejvýše Novina (Neuland), poprvé zmíněné v roce 1518 podél potoka jako majetek hornolužického fojta Viléma II. z Ilburka a součást lemberského panství. V téže době probíhala v lesích u Rokytky těžba stříbra a olova, která byla před rokem 1750 zastavena. V roce 1528 Vilém z Ilburka udělil oběma osadám horní právo. V roce 1581 lemberské panství koupil Jindřich Berka z Dubé. V Rokytnici byl v té době zmiňován také hamr.
Za Mikuláše II. z Donína byla Rokytnice spolu s Křižany oddělena od Lemberka a připojena k panství Grabštejn. Bezové údolí dostalo jméno Christophsgrund (Kryštofovo údolí) po jeho synovi Kryštofovi z Donína, přičemž až do 20. století se rozlišovalo mezi Rokytnicí (Eckersbach) Bezovým údolím (Holundergrund).

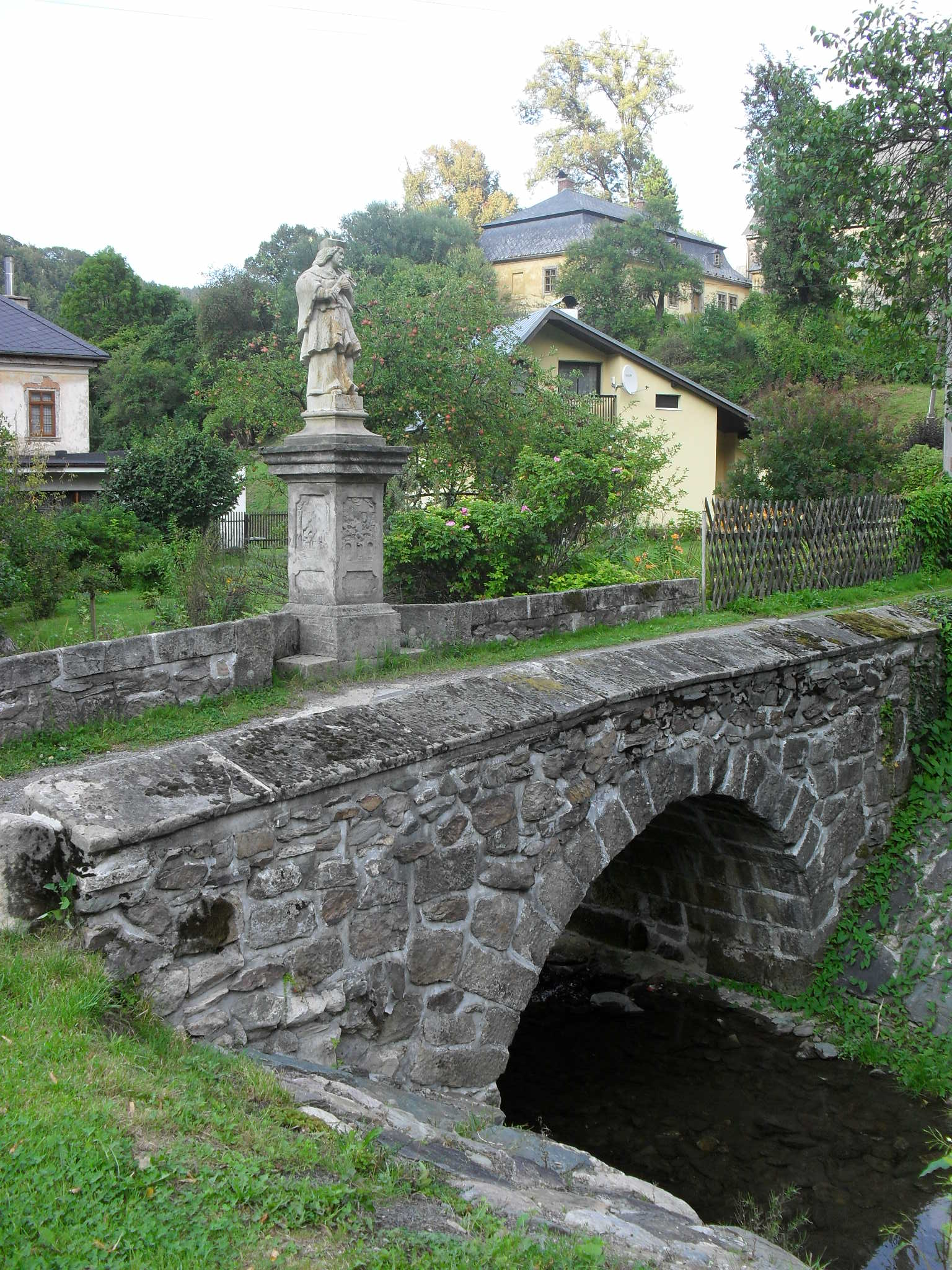
Nejstarší mostek v obci se sochou Jana Nepomuckého

Údolím vedla v minulosti pašerácká stezka. Ještě v roce 1969 upomínala na tuto skutečnost v souvislosti se Smetanovou operou Hubička (a pochodem pašeráků v její předehře) patrová hrázděná Pašerácká hospoda Karoliny Světlé v centru obce. Karolina Světlá zde údajně tvořila podklad pro libreto opery (sepsané Eliškou Krásnohorskou), spis Hubička a jiné Ještědské povídky.

## Obecní symboly

### Znak
Znak obce Kryštofovo údolí tvoří ve zlatém štítě nad červenými hornickými kladívky polovina černého lva s červenou zbrojí, držící zelenou větévku bezu černého s listy a stříbrnými květy.
Hlavní heraldická figura, polovina černého lva s červenou zbrojí, je převzata ze znaku bývalých majitelů zdejšího panství s centrem v Lemberku, pánů z Illburka. Snítka bezu odkazuje na starší německý název obce Holundergrund (Holunder = bez). Hornická kladiva jsou pak referencí na hornickou minulost obce Kryštofovo údolí, kdy již v roce 1528 byla zdejšímu kraji udělena dolovací volnost.

### Vlajka
Vlajka obce je heraldická, tzn. odvozená ze znaku prostým přepisem na list o poměru stran 2:3: Žlutý list, v žerďové polovině nad červenými hornickými kladívky polovina černého lva s červenou zbrojí, držící zelenou větévku bezu černého s listy a bílými květy.

## Zajímavosti v obci a okolí

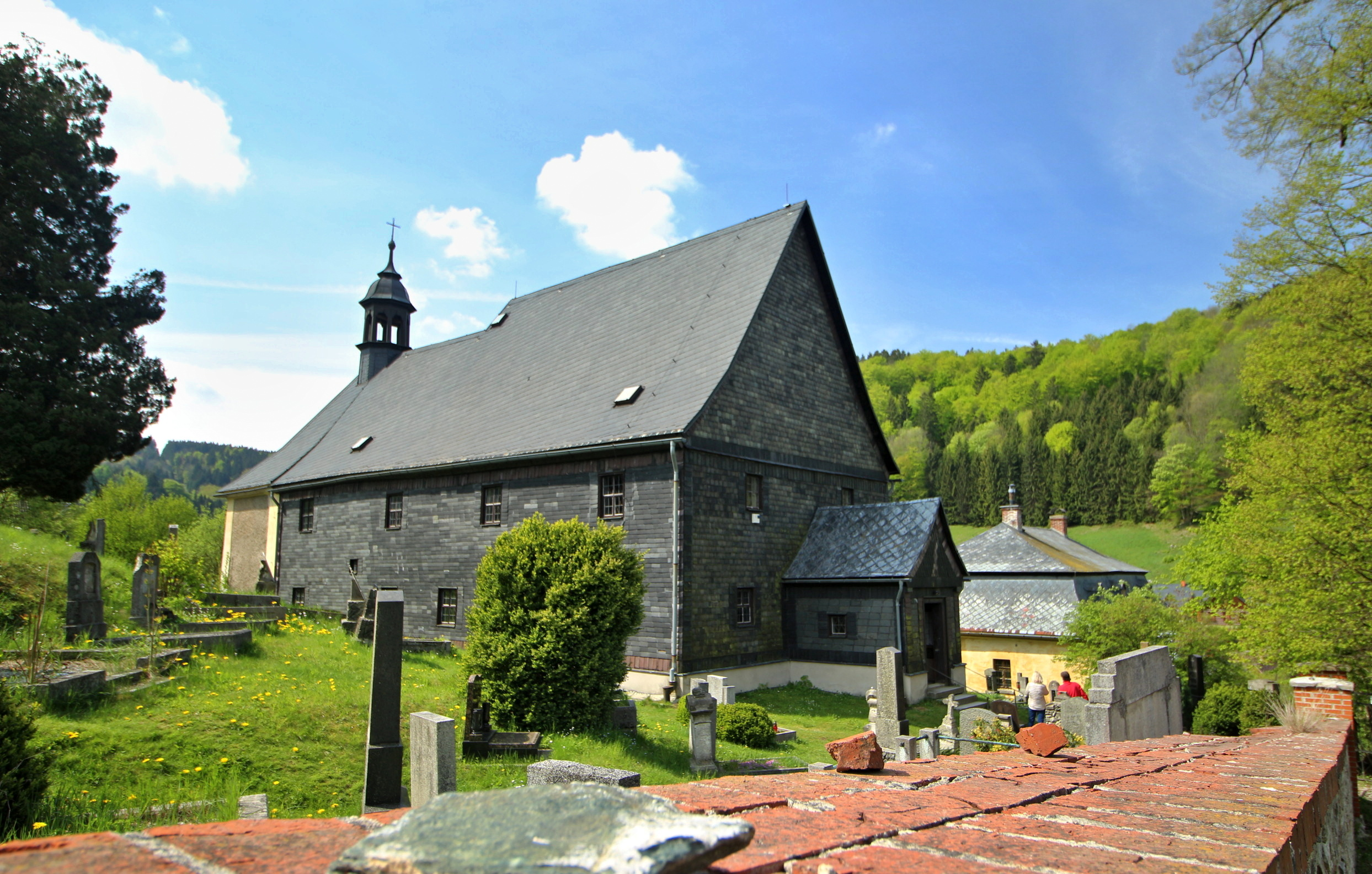
Kostel sv. Kryštofa

- Orloj – první český vesnický orloj, dokončený 20. září 2008, byl až do listopadu 2023 umístěný v bývalé trafostanici naproti muzeu betlémů. Na základě rozhodnutí Alice Chmelíkové, dcery a dědičky tvůrce orloje Martina Chaloupky, byl tento orloj v sobotu 4. listopadu 2023 přestěhován do Žibřidic, které spadají pod obec Křížany.[10]
- Muzeum lidových betlémů – v prvním poschodí bývalé školy (dnešní restaurace „U Kryštofa“), více než 20 betlémů, mezi nimi betlémy miniaturní i obrovské, zabírající dvě desítky metrů čtverečních. Nejstarší z exponátů je z roku 1846. Iniciátorem vzniku muzea byli Gertruda Antošová, starosta Miroslav Kuchta a Martin Chaloupka.
- Kostel sv. Kryštofa – dřevěný raně barokní kostelík pochází z roku 1686, nahradil původní luteránský kostelík ze 16. století. Vystavěl ho Michl Schöbel. Stranou kostela stojí dřevěná zvonice. Fara byla dokončena roku 1768. Varhany postavil v roce 1893 Heinrich Schiffner. Dispozice. Manual: Principal 8´ | Bordun 8´ | Gamba 8´ | Octave 4´ | Flöte 4´ | Mixtur 2x. Pedal: Subbass 16´ | Cello 8´.[11]
- Kaple sv. Kryštofa – v lese nad obcí při turistické stezce
- Kopie sochy sv. Jana Nepomuckého – na barokním mostku pod kostelem
- Pomník obětem první světové války
- Velké množství zachovalých dřevěných a hrázděných staveb
- Stylová hrázděná hospoda Karoliny Světlé, která byla funkční ještě v roce 1969, vyhořela do základů v sedmdesátých letech 20. století
- Železniční kamenný viadukt na Novině ("Liberecký Semmering")
- Dům v němž žil a pracoval český sochař Mojmír Preclík.
- Kuriózní kašnu Čůrajícího voříška vytvořil jeho tvůrce podle psa Bogye z Liberce, přičemž mu inspirací byl slavný bruselský Manneken Pis[12] (již přemístěno jinam[13]).

## Významní rodáci
- Miloš Raban, teolog, farář, vysokoškolský pedagog a filosof
- Přemysl Raban, právník, vysokoškolský pedagog

## Doprava
Obcí prochází železniční trať 086 z Liberce do České Lípy a nachází se tu dvě železniční zastávky. Jedna v Kryštofově Údolí, druhá pak v Novině.
Autobusovou dopravu zde zajišťuje Dopravní podnik měst Liberce a Jablonce nad Nisou. Linka 16 liberecké MHD spojuje Novinu a Kryštofovo Údolí s centrem Liberce i s jeho některými okrajovým čtvrtěmi (Ostašovem, Karlovem či Machnínem).
Podél říčky je obcí vedena silnice z Chrastavy přes Křižany do Osečné.

## Části obce
- Kryštofovo Údolí (Christofsgrund), dříve Bezové údolí (Holundergrund)
- Novina (Neuland)

## Rokytka vs. Údolský potok
Obcí Kryštofovo Údolí protéká říčka Rokytka, jejíž název má historické kořeny ve starém pojmenování části obce Kryštofovo Údolí. Obec totiž vznikla sloučením částí Kryštofovo Údolí (Christofsgrund) [dříve Bezové údolí (Holundergrund)], Novina (Neuland) a Rokytka (Eckersbach). V některých materiálech je použit název Údolský potok, který je odvozen od slova „Údol“ (původní český název Kryštofova Údolí je totiž „Údol sv. Kryštofa“).

## Kryštofovo Údolí ve filmu
Kryštofovo Údolí je vesnickou památkovou zónou s roubenými a podstávkovými domy, typickými pro lužickou oblast severních Čech. Přesto si tuto obec zvolil filmový štáb režiséra Jana Hřebejka jako kulisu pro natočení událostí ve fiktivní západočeské vesnici ve 4. díle "Opožděná vražda" krimiseriálu České televize "Místo zločinu Plzeň".

## Galerie

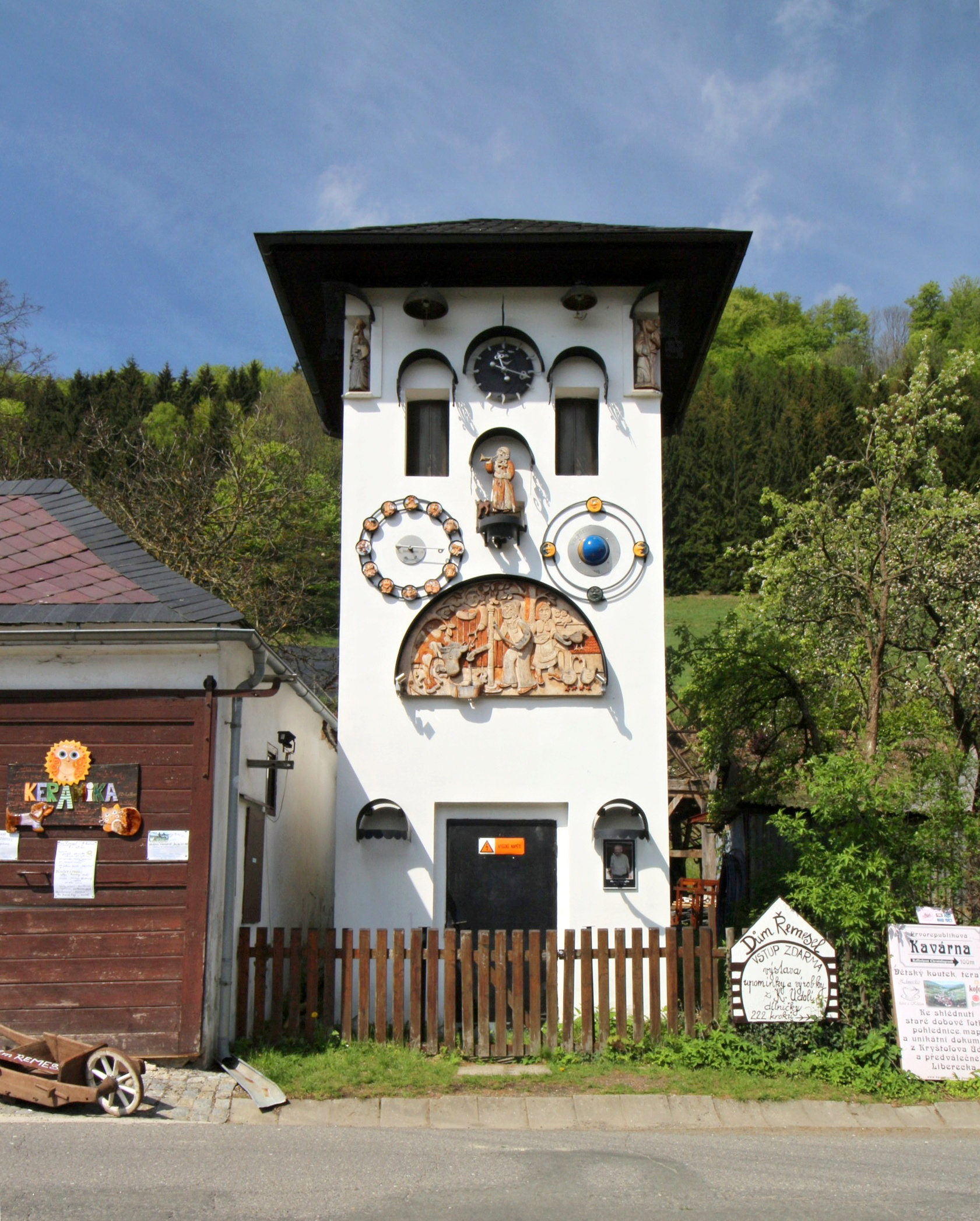
Orloj v bývalé trafostanici
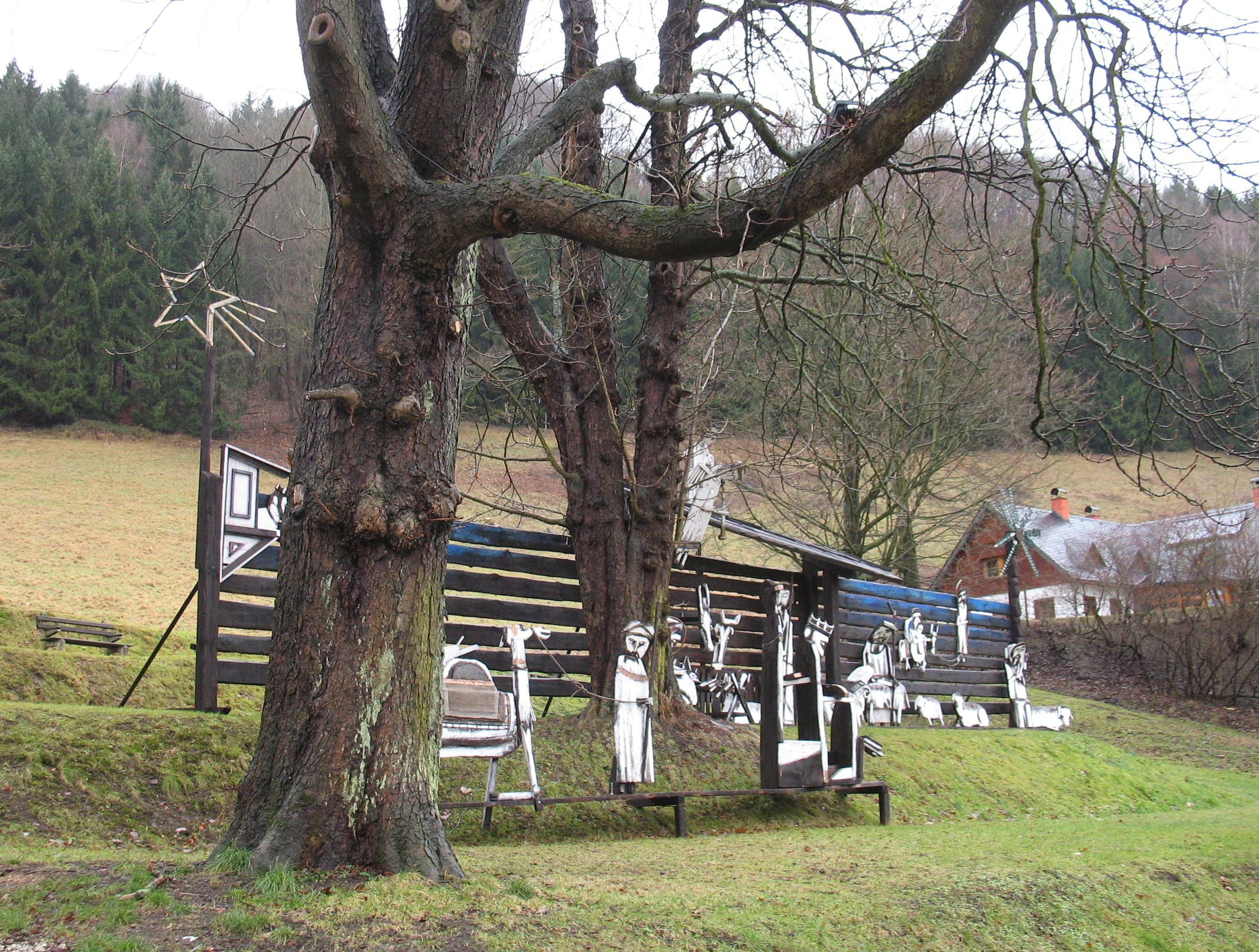
Betlém malíře Josefa Jíry
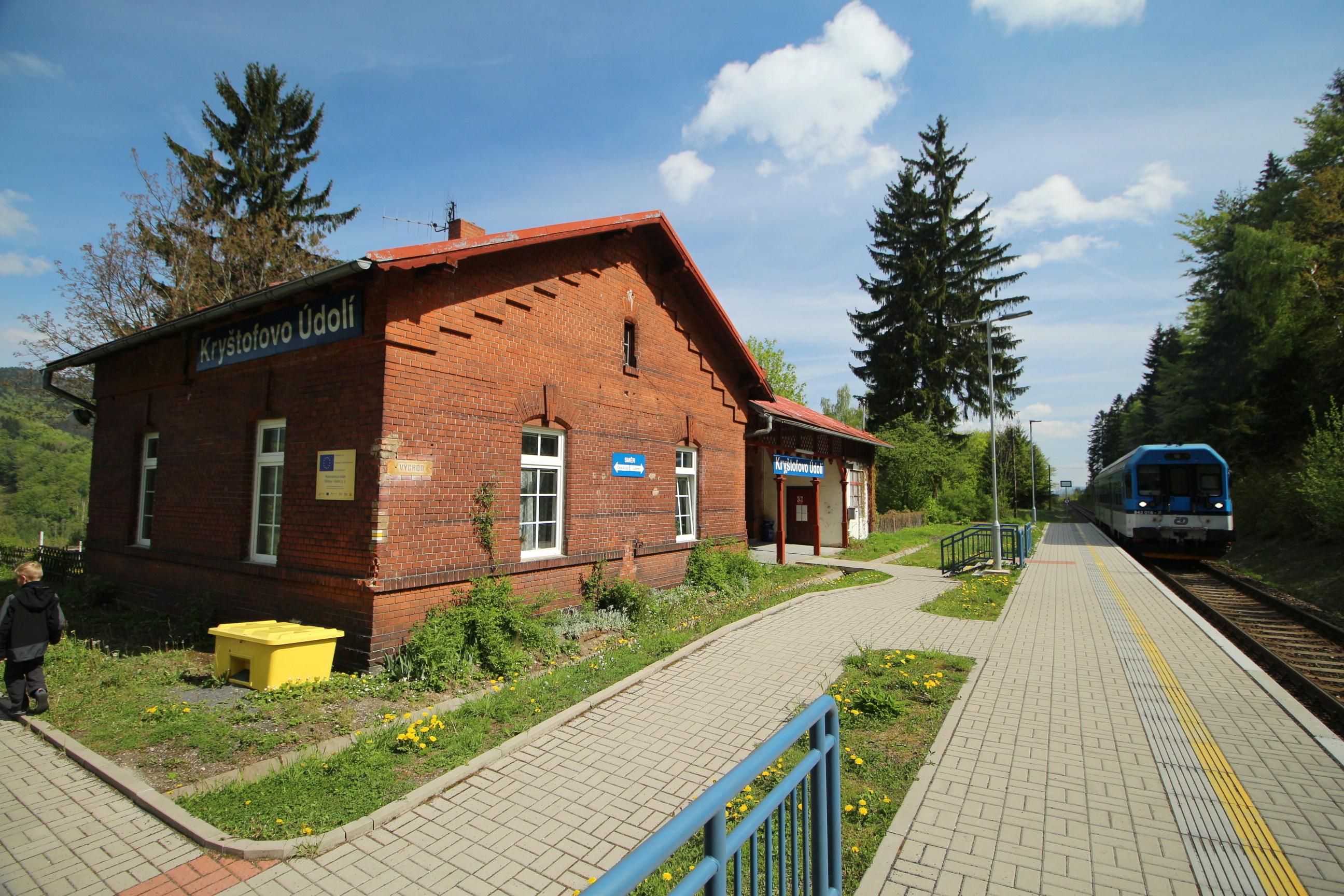
Železniční zastávka na trati Liberec – Česká Lípa
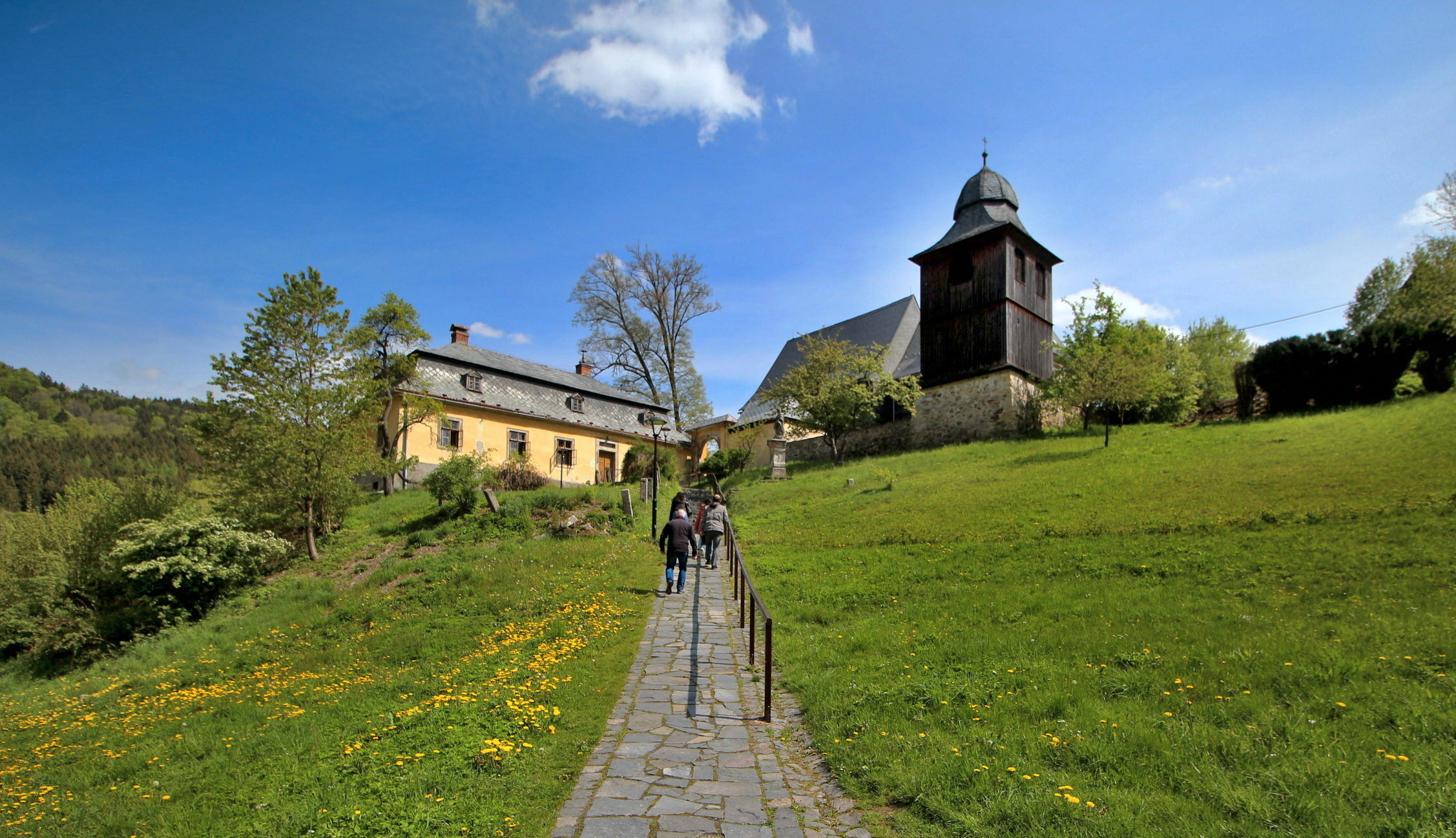
Kostel sv. Kryštofa s farou a dřevěnou zvonicí
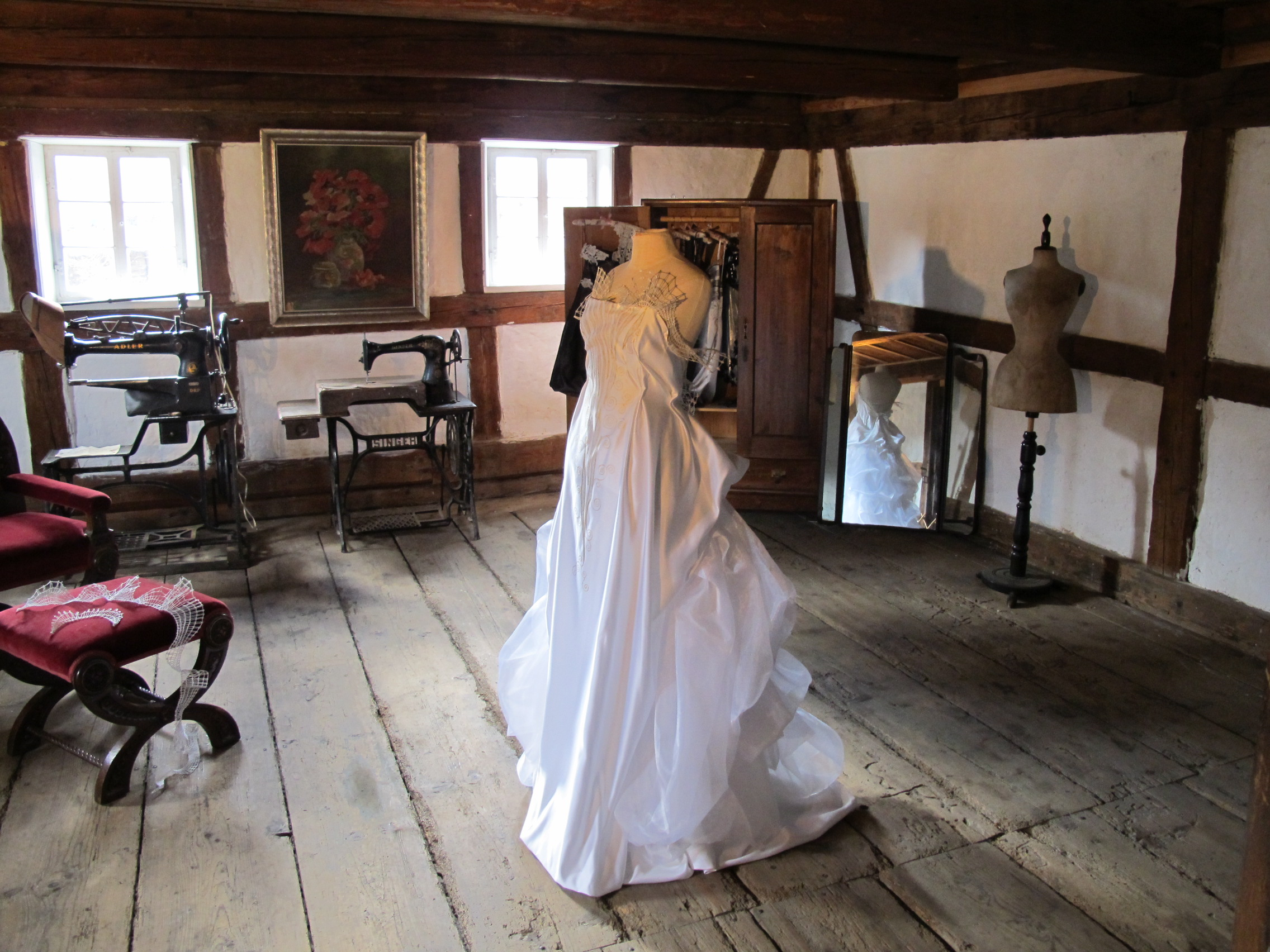
Expozice v Domě řemesel
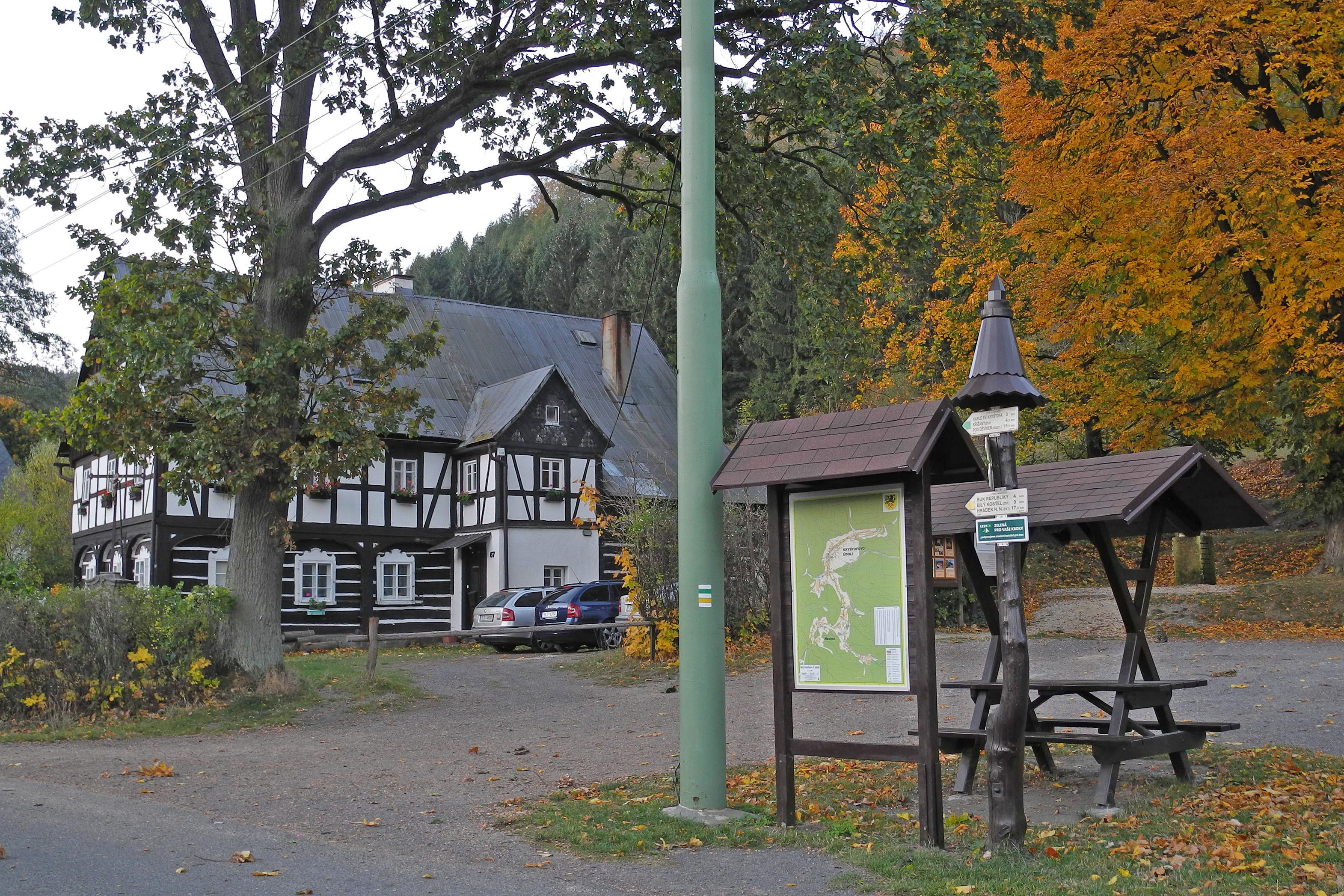
Turistický rozcestník v centru obce
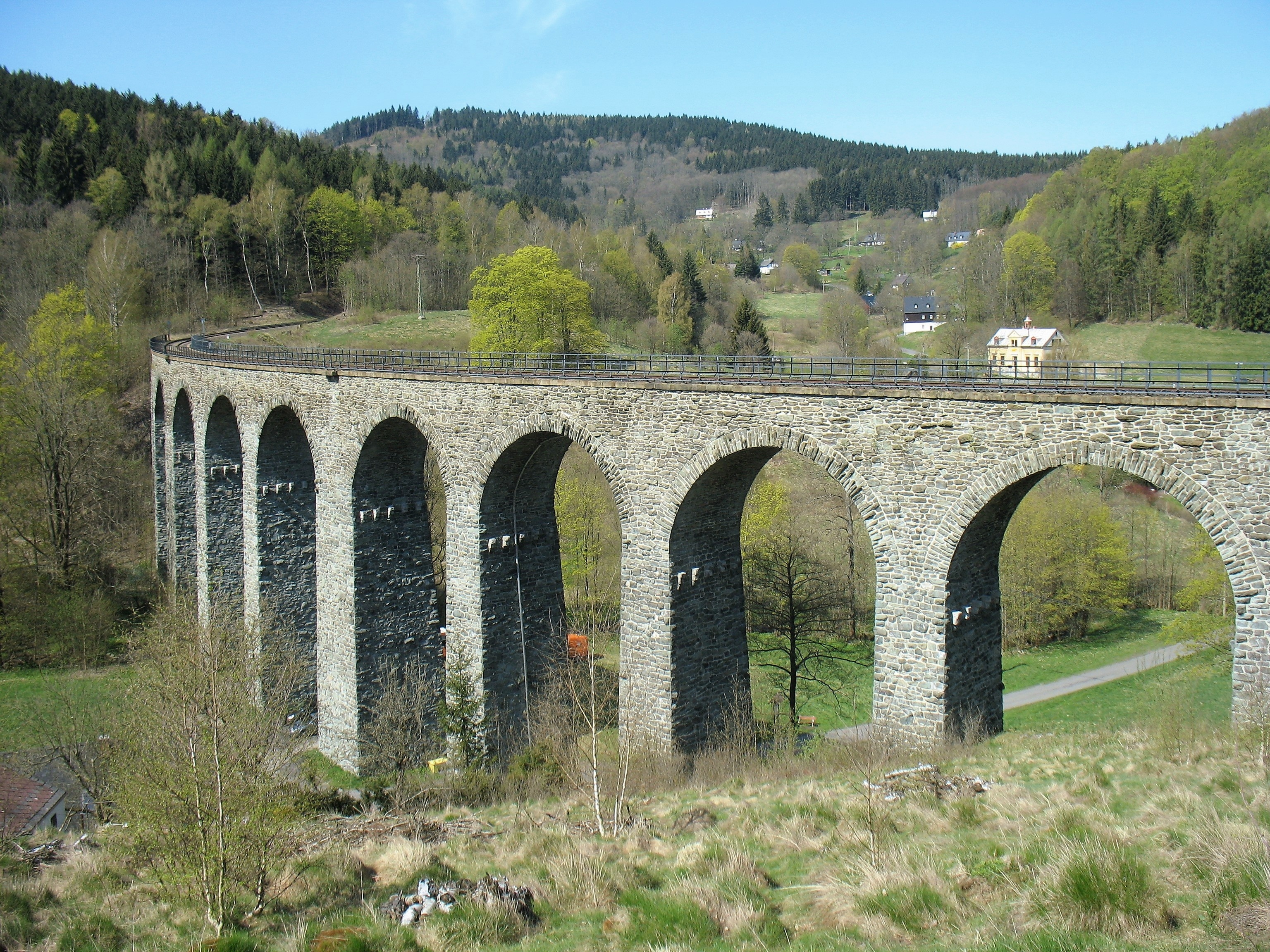
Železniční viadukt v Novině